# ATC kód H
ATC kód H je oddílem Anatomicko-terapeuticko-chemické klasifikace léčiv.
H. Systémové hormonální přípravky kromě pohlavních hormonů a inzulínu
- H01 - Hormony hypofýzy a hypotalamu
- H02 - Kortikosteroidy pro systémové užití
- H03 - Léky štítné žlázy
- H04 - Hormony pankreatu
- H05 - Homeostasa kalcia